# Vielången, Blekinge
Vielången är en sjö i Olofströms kommun i Blekinge och ingår i Skräbeåns huvudavrinningsområde. Sjön har en area på 0,217 kvadratkilometer och ligger 78,2 meter över havet.
Vielången avvattnas av en kanal som grävdes av Gustaf Gråberg, ägare till Olofströms bruk. Han hade 1873 köpt Harasjömåla gård och lät gräva kanalen för att kunna flotta timmer från Vielången till Tuesjön (en del av Filkesjön) för vidare transport till hans sågverk i Holje. Kanalen rensades på 1970-talet sedan ädelfisk inplanterats i sjön.

## Delavrinningsområde
Vielången ingår i det delavrinningsområde (624161-141310) som SMHI kallar för Utloppet av Filkesjön. Medelhöjden är 94 meter över havet och ytan är 15,51 kvadratkilometer. Räknas de 15 avrinningsområdena uppströms in blir den ackumulerade arean 291,14 kvadratkilometer. Avrinningsområdets utflöde Skräbeån (Alltidhultsån) mynnar i havet. Avrinningsområdet består mestadels av skog (78 %). Avrinningsområdet har 2,08 kvadratkilometer vattenytor vilket ger det en sjöprocent på 13,4 %.